# نائیری ستراکیان
نائیری ستراکیان (انگلیسی: Nairi Sedrakyan؛ زادهٔ ۲۵ ژوئیهٔ ۱۹۶۱) یک ریاضی‌دان اهل ارمنستان است.
وی عضو هیئت المپیاد جهانی ریاضی می‌باشد.

## سمت‌ها
- عضو کمیته هیئت داوران و انتخاب مسئله‌های المپیاد جهانی ریاضی
- عضو کمیته هیئت داوران و انتخاب مسئله‌های المپیاد بین‌المللی ریاضی ژایوتیکوف
- عضو کمیته هیئت داوران و انتخاب مسئله‌های نخستین دوره المپیاد بین‌المللی متروپولیسیس

## جوایز
- عالی‌ترین نشان وزارت آموزش و علوم جمهوری ارمنستان. مدال طلا بخاطر فعالیت‌های در المپیاد ریاضی
- برترین دبیر جمهوری ارمنستان. نشان وزارت آموزش و علوم جمهوری ارمنستان (۱۹۹۳)
- برترین دبیر جمهوری ارمنستان. نشان وزارت آموزش و علوم جمهوری ارمنستان (۲۰۰۰)
- جایزه ویژه از سوی نخست‌وزیر و هیئت دولت جمهوری ارمنستان